# Ringoogtweevleugel
De ringoogtweevleugel (Cloeon simile) is een haft uit de familie Baetidae. De wetenschappelijke naam werd gepubliceerd in 1870 door Eaton.
De soort komt voor in het Palearctisch gebied.